# Simca-Fiat 11 CV
Der Simca-Fiat 11 CV (auch Fiat 11 CV F) ist ein Wagen der oberen Mittelklasse, den der französische Automobilhersteller SAFAF ab 1934 in Lizenz von Fiat herstellte.
Der vom Fiat 518 Ardita abgeleitete Wagen war eine herbe Konkurrenz für andere französische Pkw dieser Klasse, da er trotz hoher Fertigungsqualität zu einem günstigen Preis erhältlich war.

## Geschichte
An dem Projekt zur Herstellung dieses qualitativ hochwertigen Wagens arbeiteten unter anderem die Ingenieure Nebbia, Fessia, Giacosa und Zerbi. 1933 wurde das Modell in Italien vorgestellt.
Die Fertigung des Wagens begann Anfang Juni 1934 in der Fabrik in Levallois unter dem Namen Fiat 11 CV F (F für Frankreich). Die Bauartzulassung erhielt er am 11. Juni 1934. Er wurde dann als Simca-Fiat 11 CV vermarktet.
Wie der Fiat 518 Ardita hatte der Fiat 11 CV F ein Vierganggetriebe. Angetrieben wurde er von einem vorn eingebauten Fiat-Motor des Typs 118 (Vierzylinder-Reihenmotor) mit 1944 cm³ Hubraum und einer Leistung von 45 PS (33 kW), später 54 PS (39 kW), bei 3800/min. Der Wagen hatte Trommelbremsen an allen vier Rädern, die in einem Zweikreissystem mit zwei Hauptbremszylindern hydraulisch betätigt wurden. Der linke Zylinder wirkte auf die Vorderräder, der rechte auf die Hinterräder. Die Handbremse war eine Bandbremse, die auf die Kardanwelle wirkte. Die Höchstgeschwindigkeit lag bei 115 km/h.
Von 1934 bis 1937 wurden in Frankreich 2200 Exemplare hergestellt, möglicherweise aber auch mehr. Fahrzeugregister, die von Simca-Clubs angelegt wurden, enthalten Fahrgestellnummern, die darauf hinweisen, dass mehr als 2200 Fahrzeuge gebaut wurden.
Der Simca-Fiat 11 CV war als viertürige Limousine mit gegeneinander angeschlagenen Türen (die vorderen an den A-Säulen, die hinteren an den C-Säulen) oder als zweitüriges Cabriolet lieferbar.
Der Fiat 518 wurde 1938 in Italien durch den Fiat 2800 ersetzt, der Simca-Fiat 11 CV bekam keinen Nachfolger. Der Hersteller konzentrierte sich stattdessen auf kleinere Fahrzeuge wie den Simca 8.

## Technik
Laut Wolfgang Schmarbeck:
- Motor: Fiat 118 – 4-Zylinder-Reihenmotor mit 1994 cm³ Hubraum
- Verdichtung: 5,8:1
- Leistung: 45–54 PS bei 3800/min.
- Ventile: seitlich stehend
- Vergaser: Einzelvergaser, Fabrikat Weber
- Getriebe: 4-Gang
- Karosserie: Ganzstahl, 2 oder 4 Türen, 4–5 Sitzplätze
- Fahrwerk: Starrachsen vorne und hinten, aufgehängt an halbelliptischen Längsblattfedern
- Bremsen: hydraulisch auf alle 4 Räder (Zweikreis)
- Reifengröße: 5,00 x 17
- Tank: 32 Liter
- Höchstgeschwindigkeit: 115 km/h

## Kommentar
Laut einem Journalisten der „Vie Automobile“, dessen sehr schmeichelhafter Artikel am 25. September 1935 veröffentlicht wurde, sei der Simca-Fiat 11 CV ein bemerkenswert sicheres Automobil; der Geradeauslauf [sei] sehr gut und seine Bremsen ermöglichten eine leichte Kontrolle in absolut jeder Situation (…) Man habe den Eindruck, dass er auch noch höhere Geschwindigkeiten in vollkommener Sicherheit verkraften könnte, da die Durchschnittsgeschwindigkeit auf der Probefahrt, die von Pont de Suresnes (der Simca-Fiat-Fabrik) bis nach Rambouillet und Versailles und zurück (insgesamt 172 km) führte, nahe der vom Hersteller angegebenen Höchstgeschwindigkeit gelegen habe. Der Motor vibriere überhaupt nicht und bei keiner Drehzahl; er hinterlasse den Eindruck eines Sechszylinders. Viele Sechszylindermotoren könnten sich am Vierzylinder des Fiat ein Beispiel nehmen. Das Fahrwerk sei exzellent, ohne übermäßig weich zu sein, und stelle einen totalen Komfort sicher. Mit einem Benzinverbrauch von nur 8,63 l/100 km und ohne Öl- und Kühlwasserverbrauch habe der Simca-Fiat 11 CV, anders als eine Reihe seiner Konkurrenten, gezeigt, dass er ein bemerkenswerter Wagen ist, der seine unbestreitbare Überlegenheit bestätigt. Er sei ein Wagen von sehr, sehr großer Klasse.